# Pselaphochernes litoralis
Pselaphochernes litoralis is een bastaardschorpioenensoort uit de familie van de Chernetidae. De wetenschappelijke naam van de soort is voor het eerst geldig gepubliceerd in 1956 door Beier.